# Триведи, Арвинд
Арвинд Триведи (гудж. અરવિંદ ત્રિવેદી; 8 ноября 1938 — 6 октября 2021) — индийский актёр. Вместе со своим братом Упендрой Триведи он работал в гуджаратском кино более 40 лет. Он получил известность благодаря роли Раваны в знаменитом телесериале Ramayanam Рамананда Сагара. Он был избран в Лок Сабха, нижнюю палату Парламента Индии от Сабаркантхи, Гуджарат, в качестве члена партии Бхаратия Джаната.

## Биография
Арвинд Триведи родился 8 ноября 1938 года в Индоре (ныне Мадхья-Прадеш) в семье Джетхалала Триведи. Получил среднее образование в колледже Бхаван в Бомбее (ныне Мумбаи). Женился на Налини 4 июня 1966 года, в браке родились три дочери. Его брат Упендра Триведи также стал гуджаратским киноактёром.
Он наиболее известен тем, что изображал Равану в телесериале Рамананда Сагара Ramayan. Он снимался в других сериалах, таких как Vikram Aur Betaal и пр. Фильм Desh Re Joya Dada Pardesh Joya, в котором он исполнил роль Дададжи (дедушки), побил множество рекордов кассовых сборов, и его до сих пор помнят за эту роль.
Триведи снялся примерно в 300 фильмах на хинди и гуджарати. Также он снялся в нескольких социальных и мифологических фильмах.
В 1991 году Арвинд Триведи был избран членом парламента от избирательного округа Сабаркатха как член партии Бхаратия Джаната и занимал этот пост до 1996 года.
В 2002 году он был назначен исполняющим обязанности председателя Центрального совета по сертификации фильмов (CBFC). Арвинд Триведи работал руководителем CBFC с 20 июля 2002 по 16 октября 2003.
6 октября 2021 года у Арвинда случился сердечный приступ около 9:30. Он умер в своей резиденции Кандивали в Мумбаи.

## Признание
Триведи получил семь наград за лучшую игру в гуджаратских фильмах, присужденных правительством Гуджарата.

## Избранная фильмография

### Фильмы
| Год     | Фильм                          | Роль         | Язык      | Примечания                    |
| ------- | ------------------------------ | ------------ | --------- | ----------------------------- |
| 1971 г. | Парая Дхан                     |              | хинди     |                               |
| 1971 г. | Джесал Торал                   | Jesal        | гуджарати |                               |
| 1972 г. | Джангал Мейн Мангал            |              | хинди     |                               |
| 1973    | Аадж Ки Тааза Хабар            | Инспектор    | хинди     | подписан как «Арвинд Тривади» |
| 1974 г. | Кунварбай Ну Мамерун           | Нарсин Мехта | гуджарати |                               |
| 1974 г. | Тримурти                       | Balraam      | хинди     | Главный злодей                |
| 1974 г. | Хотхал Падмини                 |              | гуджарати |                               |
| 1975 г. | Джогидас Хуман                 |              | гуджарати |                               |
| 1975 г. | Шетал Не Каанте                |              | гуджарати |                               |
| 1976 г. | Санту Рангили                  |              | гуджарати |                               |
| 1977 г. | Паисо Боле Чхе                 |              | гуджарати |                               |
| 1978 г. | Бхагат Гора Кумбхар            |              | гуджарати |                               |
| 1979 г. | Хум Тере Аашик Хайн            | Balraam      | хинди     |                               |
| 1980 г. | Манияро                        |              | гуджарати |                               |
| 1982 г. | Дхоли                          |              | гуджарати |                               |
| 1989 г. | Сати Торал                     |              | гуджарати |                               |
| 1989 г. | Дада Не Вахали Дикри           |              | гуджарати |                               |
| 1998 г. | Деш Ре Джойя Дада Пардеш Джойя | Дададжи      | гуджарати |                               |
| 1985 г. | Веер Мангдавало                | Арши         | гуджарати |                               |

### Телевидение
| Год     | Серийный          | Роль                | Канал       | Примечания |
| ------- | ----------------- | ------------------- | ----------- | ---------- |
| 1985 г. | Викрам Аур Бетаал | Йог                 | DD National |            |
| 1987 г. | Рамаян            | Равана, Вишрава     | DD National |            |
| 1989 г. | Вишвамитра        | Сатьяврата Тришанку | DD National |            |